# Nusatidia luzonica
Nusatidia luzonica är en spindelart som först beskrevs av Simon 1897.  Nusatidia luzonica ingår i släktet Nusatidia och familjen säckspindlar.
Artens utbredningsområde är Filippinerna. Inga underarter finns listade i Catalogue of Life.